# Mughiphantes baebleri
Mughiphantes baebleri är en spindelart som först beskrevs av Roger de Lessert 1910.  Mughiphantes baebleri ingår i släktet Mughiphantes och familjen täckvävarspindlar. Inga underarter finns listade i Catalogue of Life.